# Championnat du monde féminin de hockey sur glace 2000
Navigation
Championnat du monde 1999 Championnat du monde 2001
Le Championnat du monde féminin de hockey sur glace 2000 se déroule du 3 avril au 9 avril 2000 à Mississauga, Barrie, Kitchener, London, Niagara Falls, Oshawa and Peterborough, au Canada. Les finales se jouent au Hershey Centre de Mississauga.

## Poule A

### Groupe A
| Équipe | MJ | V | D | N | BP | BC | Pts |
| ------ | -- | - | - | - | -- | -- | --- |
| Canada | 3  | 3 | 0 | 0 | 21 | 1  | 6   |
| Suède  | 3  | 1 | 1 | 1 | 11 | 5  | 3   |
| Chine  | 3  | 1 | 1 | 1 | 5  | 9  | 3   |
| Japon  | 3  | 0 | 3 | 0 | 0  | 22 | 0   |

### Groupe B
| Équipe     | MJ | V | D | N | BP | BC | Pts |
| ---------- | -- | - | - | - | -- | -- | --- |
| États-Unis | 3  | 3 | 0 | 0 | 35 | 4  | 6   |
| Finlande   | 3  | 2 | 1 | 0 | 14 | 6  | 4   |
| Russie     | 3  | 1 | 2 | 0 | 8  | 24 | 2   |
| Allemagne  | 3  | 0 | 3 | 0 | 4  | 27 | 1   |

### Séries éliminatoires
Demi-finales 8 avril
- Canada 3-2 Finlande
- États-Unis 7-1 Suède

Petite finale 9 avril
- Finlande 7-1 Suède

Médaille d'or 9 avril
- Canada 3-2 États-Unis  (AP)

### Relégation
- 8 avril:  Chine 3-0 Allemagne
- 8 avril:  Russie 8-4 Japon

Match pour la septième place 9 avril
- Japon 2-3 Allemagne  (AP)

Match pour la cinquième place 9 avril
- Chine 0-4 Russie

Note :  AP = après prolongations

### Meilleures pointeuses
| Joueuse                          | MJ | B | A  | Pts | Pun |
| -------------------------------- | -- | - | -- | --- | --- |
| Krissy Wendell, États-Unis       | 5  | 2 | 11 | 13  | 6   |
| Stephanie O'Sullivan, États-Unis | 5  | 7 | 7  | 12  | 2   |
| Karyn Bye, États-Unis            | 5  | 8 | 2  | 10  | 2   |
| Alana Blahoski, États-Unis       | 5  | 7 | 2  | 9   | 0   |
| Jayna Hefford, Canada            | 5  | 5 | 3  | 8   | 4   |
| Brandy Fisher, États-Unis        | 5  | 3 | 5  | 8   | 0   |
| Natalie Darwitz, États-Unis      | 5  | 2 | 6  | 8   | 18  |
| A. J. Mleczko, États-Unis        | 5  | 1 | 7  | 8   | 2   |
| Hayley Wickenheiser, Canada      | 5  | 1 | 7  | 8   | 4   |
| Katja Riipi, Finlande            | 5  | 7 | 0  | 7   | 0   |

### Meilleures gardiennes
(2 matchs minimum)
| Joueuse                   | Min | BC | Moy  | %Arr |
| ------------------------- | --- | -- | ---- | ---- |
| Sarah Tueting, États-Unis | 120 | 1  | 0,50 | 94,4 |
| Sami Jo Small, Canada     | 150 | 2  | 0,80 | 95,5 |
| Kim St-Pierre, Canada     | 150 | 3  | 1,20 | 93,5 |
| Guo Hong, Chine           | 220 | 6  | 1,64 | 94,1 |
| Tuula Puputti, Finlande   | 283 | 9  | 2,27 | 92,6 |

Le Japon est rétrogradé en division 1 pour 2001.

## Poule B
La poule B se déroule du 20 au 26 mars à Liepāja et Riga en Lettonie.

### Groupe A
| Équipe     | MJ | V | D | N | BP | BC | Pts |
| ---------- | -- | - | - | - | -- | -- | --- |
| Kazakhstan | 3  | 3 | 0 | 0 | 8  | 3  | 6   |
| Suisse     | 3  | 2 | 1 | 0 | 10 | 4  | 4   |
| Tchéquie   | 3  | 0 | 2 | 1 | 6  | 9  | 1   |
| Lettonie   | 5  | 0 | 2 | 1 | 2  | 10 | 1   |

### Groupe B
| Équipe   | MJ | V | D | N | BP | BC | Pts |
| -------- | -- | - | - | - | -- | -- | --- |
| Norvège  | 3  | 3 | 0 | 0 | 16 | 3  | 6   |
| Danemark | 3  | 1 | 1 | 1 | 8  | 5  | 3   |
| France   | 3  | 1 | 1 | 1 | 12 | 10 | 3   |
| Italie   | 3  | 0 | 3 | 0 | 2  | 20 | 0   |

### Tour final
| Équipe     | MJ | V | D | N | BP | BC | Pts |
| ---------- | -- | - | - | - | -- | -- | --- |
| Kazakhstan | 3  | 3 | 0 | 0 | 7  | 2  | 6   |
| Suisse     | 3  | 1 | 1 | 1 | 7  | 4  | 3   |
| Norvège    | 3  | 1 | 1 | 1 | 6  | 5  | 3   |
| Danemark   | 3  | 0 | 3 | 0 | 1  | 10 | 0   |

### Tour de relégation
| Équipe   | MJ | V | D | N | BP | BC | Pts |
| -------- | -- | - | - | - | -- | -- | --- |
| France   | 3  | 2 | 0 | 1 | 12 | 5  | 5   |
| Lettonie | 3  | 1 | 0 | 2 | 7  | 5  | 4   |
| Tchéquie | 3  | 1 | 1 | 1 | 9  | 5  | 3   |
| Italie   | 3  | 0 | 3 | 0 | 4  | 17 | 0   |

Le Kazakhstan est promu en élite alors que l'Italie est rétrogradée en poule de qualification pour 2001.

## Poule de qualification B
La poule de qualification B se déroule du 22 au 26 mars 2000 à Dunaújváros et Székesfehérvár en Hongrie.

### Groupe A
| Équipe         | MJ | V | D | N | BP | BC | Pts |
| -------------- | -- | - | - | - | -- | -- | --- |
| Slovaquie      | 3  | 3 | 0 | 0 | 39 | 0  | 6   |
| Belgique       | 3  | 2 | 1 | 0 | 11 | 10 | 4   |
| Hongrie        | 3  | 1 | 2 | 0 | 6  | 14 | 2   |
| Afrique du Sud | 3  | 0 | 3 | 0 | 3  | 35 | 0   |

### Groupe B
| Équipe          | MJ | V | D | N | BP | BC | Pts |
| --------------- | -- | - | - | - | -- | -- | --- |
| Corée du Nord   | 3  | 2 | 0 | 1 | 14 | 5  | 5   |
| Grande-Bretagne | 3  | 2 | 1 | 0 | 14 | 7  | 4   |
| Pays-Bas        | 3  | 1 | 1 | 1 | 6  | 7  | 2   |
| Australie       | 3  | 0 | 3 | 0 | 2  | 17 | 0   |

### Tour final
Septième place
- Afrique du Sud 0-6 Australie

Cinquième place'
- Hongrie 0-2 Pays-Bas

Troisième place
- Belgique 1-8 Grande-Bretagne

Finale
- Slovénie 1-3 Corée du Nord

La Corée du Nord est promue en division 1 pour 2001.